# スタディオ・オレステ・グラニッロ
スタディオ・オレステ・グラニッロ（Stadio Oreste Granillo）は、イタリア、レッジョ・ディ・カラブリアにあるサッカースタジアムである。レッジーナ1914がホームスタジアムとして使用している。収容人数は27,763人。
元々は1932年に建てられたスタジアムであったが、サポーター数の増加に伴い、1997年に旧スタジアムを取り壊し、1999年に現在のスタジアムが完成した。